# Телохранитель на фрилансе
«Телохранитель на фрилансе» (англ. Freelance) — американский художественный фильм режиссёра Пьера Мореля с Джоном Синой и Элисон Бри в главных ролях. Его премьера состоялась 6 октября 2023 года.

## Сюжет
Главный герой фильма — Мейсон Петтис, бывший спецназовец, вынужденный работать в офисе. Его нанимает журналистка на время поездки к одному диктатору, но во время выполнения этого задания происходит государственный переворот. Теперь герою нужно вспомнить все свои навыки, чтобы выжить.

## В ролях
- Джон Сина — Мейсон Петтис, бывший спецназовец
- Элисон Бри — Клэр Веллингтон, журналист
- Хуан Пабло Раба — президент Венегас, диктатор Пальдонии
- Элис Ив — Дженни Петтис, жена Мейсона
- Мартон Чокаш — Полковник Ян Кохорст, лидер южноафриканских наемников
- Кристиан Слейтер — Себастьян Эрл, глава CDI, бывший спецназовец и друг Мейсона

## Производство и премьера
Премьера фильма состоялась 6 октября 2023 года.